# Phaonia suecica
Phaonia suecica este o specie de muște din genul Phaonia, familia Muscidae, descrisă de Ringdahl în anul 1947. Conform Catalogue of Life specia Phaonia suecica nu are subspecii cunoscute.